# 上衛 (右垣)
上衛 (右垣)也称鹿豹座43、紫微右垣五，又名BD+69 394，HD 49340、SAO 13986、HR 2511，是鹿豹座的一颗恒星，视星等为5.12，位于銀經146.42，銀緯25.38，其B1900.0坐标为赤經6h 42m 55.3s，赤緯+69° 25.38′ 17″。